# The Apostasy
The Apostasy osmi je studijski album poljskog death metal sastava Behemoth objavljen 2007.

## Pozadina
The Apostasy je snimljen u Radio Gdańsk Studios od studenoga 2006. do ožujka 2007. Album je miksao Daniel Bergstrand u studiju Dug Out u Uppsali, Švedska u ožujku 2007. Masterizao je Björn Engelmann u Cutting Room Studios u Stockholmu, Švedska u ožujku 2007.
Za razliku od prethodnih studijskih Behemothovih albuma, klavir i dionica roga (trio truba, trombon, francuski rog) korišteni su u nekoliko pjesama na albumu. Tijekom snimanja albuma, sastav je ponovo snimio nove verzije pjesmi "Chant for Eschaton 2000" koja se izvorno pojavila na albumu Satanica – nova verzija objavljena je na EP-u Ezkaton iz 2008. The Apostasy je prvi Behemothov album koji je završio na ljestvici Billboard 200 i završio je na 149. mjestu. Album je također izdan u obliku LP ograničenom na 500 primjeraka. 
Naslov albuma odnosi se na "otpadništvo", stanje napuštanja vlastitih ispovijedanih uvjerenja, često u korist suprotnih uvjerenja ili razloga. Naslovnica album djelo je koje prikazuje hinduističku božicu Kali.

## Popis pjesama
Tekstovi: Nergal, osim gdje je navedeno drugačije, glazba: Nergal.
| 1.    | »Rome 64 C.E.« (instrumentalna skladba) |                             | 1:16 |
| 2.    | »Slaying the Prophets ov Isa«           |                             | 3:23 |
| 3.    | »Prometherion«                          |                             | 3:03 |
| 4.    | »At the Left Hand ov God«               | Nergal, Krzysztof Azarewicz | 4:58 |
| 5.    | »Kriegsphilosophie«                     |                             | 4:23 |
| 6.    | »Be Without Fear«                       |                             | 3:17 |
| 7.    | »Arcana Hereticae«                      | Nergal, Krzysztof Azarewicz | 2:58 |
| 8.    | »Libertheme«                            |                             | 4:53 |
| 9.    | »Inner Sanctum«                         |                             | 5:01 |
| 10.   | »Pazuzu«                                |                             | 2:36 |
| 11.   | »Christgrinding Avenue«                 |                             | 3:50 |
| 39:38 |                                         |                             |      |

| Bonus pjesme na japonskom izdanju | Bonus pjesme na japonskom izdanju     | Bonus pjesme na japonskom izdanju | Bonus pjesme na japonskom izdanju | Bonus pjesme na japonskom izdanju | Bonus pjesme na japonskom izdanju | Bonus pjesme na japonskom izdanju | Bonus pjesme na japonskom izdanju | Bonus pjesme na japonskom izdanju | Bonus pjesme na japonskom izdanju |
| Br.                               | Skladba                               | Tekstopisac                       | Trajanje                          |                                   |                                   |                                   |                                   |                                   |                                   |
| --------------------------------- | ------------------------------------- | --------------------------------- | --------------------------------- | --------------------------------- | --------------------------------- | --------------------------------- | --------------------------------- | --------------------------------- | --------------------------------- |
| 12.                               | »Entering the Pylon ov Light« (uživo) | Krzysztof Azarewicz               | 3:42                              |                                   |                                   |                                   |                                   |                                   |                                   |
| 13.                               | »Slaves Shall Serve« (uživo)          | Krzysztof Azarewicz               | 3:27                              |                                   |                                   |                                   |                                   |                                   |                                   |
| 46:49                             |                                       |                                   |                                   |                                   |                                   |                                   |                                   |                                   |                                   |

## Ime pjesama
- "Rome 64 C.E." – Veliki požar u Rimu dogodio se 64. godine n. e., u kojem je Petar iz Biblije navodni poginuo.
- "Slaying the Prophets ov Isa" – Isa je arapske ime Isusova.
- "Prometherion" je stopljenica riječi "Prometheus" (grč. Προμηθεύς, "Prometej") i "Therion" (grč. Θηριον, "Zvijer")
- "At the Left Hand ov God" odnosi se na Stazu lijeve strane.
- "Kriegsphilosophie" u njemačku za "Filozofija ratu".
- "Pazuzu" – Pazuzu bio je demon u Mezopotamskoj mitologiji s deformiranom glavom, krilima orla, oštrim pandžama lava na nogama i repom škorpiona.
- "Christgrinding Avenue" govori o Via Dolorosi i raspeću Isusova.

## Zasluge
| Behemoth - Nergal – vokal, solo-gitara, ritam gitara, koncept naslovnici - Inferno – bubnjevi - Orion – bas-gitara, prateći vokal Ostalo osoblje - Arkadiusz Malczewski – produkcija, inženjer zvuka - Kuba Mańkowski – zborske obrade - Marcin Malinowski – inženjer zvuka (asistent) - Björn Engelmann – mastering - Graal – koncept naslovnici, grafički dizajn, dizajn, dizajn maske - Sado – fotografije (sastava) - Zbigniew Jóźwiak – skulptura maske - Daniel Bergstrand – miks - Sharon E. Wennekers – gramatičke konzultacije | Dodatni glazbenici - Piotr Głuch – truba - Jacek Swedrzyński – francuski rog - Marcin Dzięcielewski – trombon - Hanna Kwiatkowska – vokal (sopran) - Anna Asmus – vokal (sopran) - Sylwia Falecka – vokal (alt) - Tamara Hejka-Grom – vokal (alt) - Grzegorz Zięba – vokal (tenor) - Franciszek Iskrzycki – vokal (tenor) - Piotr Macalak – vokal (baso) - Seth – solo-gitara, ritam gitara - Warrel Dane – vokal (na pjesmi "Inner Sanctum") - Leszek Możdżer – klavir (na pjesmi "Inner Sanctum") |

## Ljestvice
| Ljestvica (2007.) | Najviša pozicija |
| ----------------- | ---------------- |
| SAD               | 149.             |
| Poljska           | 9.               |